# Acordo Internacional sobre a Neutralidade do Laos
O Acordo Internacional sobre a Neutralidade do Laos é um acordo internacional assinado em Genebra em 23 de julho de 1962 entre catorze países, incluindo o Laos, como resultado da Conferência Internacional sobre a Resolução da Questão do Laos, que durou de 16 de maio de 1961 a 23 de julho de 1962.
União da Birmânia, Camboja, Canadá, República Popular da China, República Democrática do Vietnã, França, Índia, República Popular da Polônia, República do Vietnã, Tailândia, União Soviética, Reino Unido e Estados Unidos assinaram a declaração. O acordo e a declaração de neutralidade do Governo Real do Laos de 9 de julho de 1962 entraram em vigor como um acordo internacional em 23 de julho, data da assinatura.

## Antecedentes
Após uma breve ocupação do Laos pelos japoneses no final da Segunda Guerra Mundial e uma declaração de independência pelos nacionalistas laosianos, os franceses reocuparam o Laos e o resto da Indochina Francesa, que incluía o Vietnã e o Camboja. Na insurgência seguinte, os comunistas indochineses formaram o Pathet Lao, um movimento nacionalista laosiano e um aliado vietnamita na luta contra a França. Após a derrota francesa, os Acordos de Genebra de 1954 estabeleceram a soberania do Laos. Em 1960, estourou a guerra civil entre o Exército Real do Laos, apoiado pelos Estados Unidos, contra os insurgentes do Pathet Lao, apoiados pelos comunistas no Vietnã do Norte.

## Acordos
John F. Kennedy propôs um acordo negociado com a União Soviética e outras partes interessadas. Em 1962, uma conferência de paz em Genebra produziu uma Declaração sobre a Neutralidade do Laos e um governo de coalizão de três partes de facções pró-estadunidenses, pró-comunistas e neutralistas.
Os 14 signatários comprometeram-se a respeitar a neutralidade do Laos e a abster-se de interferência direta ou indireta nos assuntos internos do Laos, atraindo o Laos para alianças militares ou estabelecendo bases militares no território do Laos. O governo do Laos se comprometeu a promulgar constitucionalmente seus compromissos, que teriam força de lei.

## Consequências
No entanto, o acordo foi violado quase imediatamente pelos Estados Unidos, União Soviética, República Popular da China, Vietnã do Norte e o próprio Pathet Lao. O Vietnã do Norte continuou a guarnecer 7.000 soldados no Laos. A União Soviética e a República Popular da China forneceram apoio militar ao Pathet Lao. Os Estados Unidos iniciaram uma campanha de bombardeio que apoiou o governo real do Laos e os esforços estadunidenses no Vietnã do Sul. O Pathet Lao continuou a atacar e perseguir as forças neutralistas.
As violações exemplificaram a conduta de todas as partes durante o restante da Segunda Guerra da Indochina.
Em 1959, o Vietnã do Norte já havia estabelecido uma linha de abastecimento através do território "neutro" do Laos para abastecer a insurgência vietcongue contra o Vietnã do Sul. Os comunistas chamaram a linha de abastecimento de "Rota Estratégica de Suprimentos Trường Sơn (Đường Trường Sơn)". O Pathet Lao e os norte-vietnamitas continuaram a usar e melhorar a rota de abastecimento, que ficaria conhecida como Trilha Ho Chi Minh.
Mais especificamente, durante a Segunda Guerra da Indochina, os norte-vietnamitas obtiveram a cooperação do Pathet Lao para construir e manter a Trilha Ho Chi Minh, que passava por toda a extensão do Laos. Milhares de soldados vietnamitas estavam estacionados no Laos para manter a rede rodoviária e garantir sua segurança. Os militares vietnamitas também lutaram ao lado do Pathet Lao em sua luta para derrubar o governo neutralista do Laos. A cooperação persistiu após a guerra e a vitória comunista no Laos.

## Nota
- Este artigo foi inicialmente traduzido, total ou parcialmente, do artigo da Wikipédia em inglês cujo título é «International Agreement on the Neutrality of Laos».